# La sbandata
La sbandata è un film del 1974 diretto da Alfredo Malfatti (sotto la supervisione di Salvatore Samperi).

## Trama
Salvatore Cannavone, dopo essere emigrato negli Stati Uniti e avervi lavorato per trent'anni come calzolaio, torna nella natia Sicilia carico di denaro e bene accolto dalla famiglia del fratello Raffaele. Durante la convivenza, nasce una tresca tra il maturo "zio d'America" e l'avvenente nipote Mariuccia, tacitamente tollerata ed anzi favorita dai genitori della ragazza, al fine di ricavarne un vantaggio economico.

## Produzione
Salvatore Samperi ricusò la paternità del film facendolo firmare da Alfredo Malfatti, fino ad allora (e da allora in poi) poco noto documentarista, come del resto risulta da varie interviste e testimonianze; una delle più inequivocabili è quella rilasciata a Nocturno da Eleonora Giorgi, la quale, alla domanda «ma chi diresse il film?» risponde testualmente: «Samperi! Alfredo Malfatti era il suo aiuto regista che però era costretto a firmare il film e Samperi si spostò in alto come produttore, ovvero "Salvatore Samperi presenta", perché lui era sotto contratto con Clementelli-Cinélite, mentre questo era un film Lombardo-Titanus e sorsero problemi di natura giuridica. La sbandata lo ricordo tantissimo, perché fu la prima volta che andai a lavorare a sud di Roma. Giravamo a Sant'Alfio, un paesino della cinta etnea [...]. Fu il primo film dove sono stata a mio agio perché Salvatore [Samperi] era un po' più giovane, aveva una troupe tutta più giovane [...]».
Quando Eleonora Giorgi interpreta il ruolo di Maria (detta Mariuccia) nel film di Samperi, ha la stessa età del personaggio nel romanzo di Buttitta, cioè 21 anni.

### Riprese
Il film è stato girato tra Giarre, Sant'Alfio (città metropolitana di Catania) e Taormina (città metropolitana di Messina) in Sicilia.

## Distribuzione
Fu distribuito dalla Titanus il 10 dicembre 1974. Nei titoli di testa si leggeva "doppiaggio eseguito a cura della C.D. con la collaborazione di Deddi Savagnone". In realtà, nel film Deddi Savagnone era direttrice di doppiaggio e doppiava varie "voci sicule" di contorno.